# Яблонцево
Яблонцево — деревня в Сычёвском районе Смоленской области России. Входит в состав Середского сельского поселения. Население — 53 жителя (2007 год). 
Расположена в северо-восточной части области в 21 км к северо-западу от Сычёвки, в 25 км западнее автодороги Р134 «Старая Смоленская дорога» Смоленск — Дорогобуж — Вязьма — Зубцов, на берегу реки Лусса. В 16 км юго-восточнее деревни расположена железнодорожная станция Помельница на линии Вязьма — Ржев. 

## История
В годы Великой Отечественной войны деревня была оккупирована гитлеровскими войсками в октябре 1941 года, освобождена в марте 1943 года.